# Trichonta affinis
Trichonta affinis är en tvåvingeart som beskrevs av Ostroverkhova 1979. Trichonta affinis ingår i släktet Trichonta och familjen svampmyggor. Inga underarter finns listade i Catalogue of Life.